# Santxiê Tapuya
Santxiê Tapuya (registrado como José Mário Verissimo) (1957 - 2014) nasceu em Águas Belas (Pernambuco), sendo membro da etnia Fulni-ô. Foi um pajé e importante liderança indígena essencial na luta da demarcação do seu território do Santuário dos Pajés em Brasília. É pai de Iassonara Tapuya Fulni-o Veríssimo , Fetxawewe Tapuya Guajajara Veríssimo e Santxie Tapuya Fulni-o Veríssimo.

## Origem
Santxiê Tapuya pertence a um dos primeiros grupos que se deslocaram para Brasília. Seu pai, Santxiê, deixou a cidade de Águas Belas, no sertão pernambucano — terra originária dos povos fulni-ô tapuya — para chegar ao Planalto Central em busca de melhores condições de vida.  A família registrada como Veríssimo, composta por Pedro e Maria, pais do Pajé Santxiê, se deslocou, em 1957, trabalhar na construção da capital federal. Este também é o ano registrado do nascimento de Santxiê Tapuya, que chegaria em Brasília em 1970, aos 13 anos. 

## Luta pelo Santuário dos Pajés
Quando se iniciou a construção do setor habitacional Noroeste, em 2008, um dos últimos do Plano Piloto de Brasília, as famílias indígenas reivindicaram a posse da terra que habitavam há mais de 50 anos. A luta levou a um acordo de demarcação em junho de 2018.  Atualmente, a Reserva Indígena Santuário Sagrado dos Pajés- `Pajé Santxiê Tapuya´ é habitada pelas etniar Kariri-Xokó, Tapuia e Tuxá. 
Pajé Santxiê se destacou como nome à frente da resistência tanto sendo a pessoa que participava na parte burocrática junto à Funai e governo, como convocando a sociedade civil a se mobilizar em favor da TI Santuário dos Pajés no que ficou conhecido como o movimento “O Santuário Não Se Move”.
Durante o período de reivindicação das terras, houve várias ameaças a sua família. Preocupado com a segurança de seus dois filhos, ele decidiu mandá-los para o Maranhão. O mais velho, Fetxawewe, só retornaria ao Santuário quatro anos depois. A família teve a casa foi e a água dos mananciais que alimentavam o Santuário foi contaminada.
O pajé trabalhava com plantas medicinais e criou um herbário que possuiria cerca de 800 espécies de plantas fitoterápicas do Cerrado, além de exemplares de outros biomas brasileiros. Posteriormente, o herbário foi queimado em um dos ataques que a família sofreu. 
Em 2018, após 13 anos de lutas, foi assinado um acordo entre a Agência de Desenvolvimento do Distrito Federal (Terracap) e a comunidade indígena do Santuário dos Pajés, reconhecendo que 32 hectares como de uso exclusivo e permanente da comunidade indígena. Atualmente, o Santuário é um local o espaço tem acolhido os indígenas que vêm à Capital e servido como centro de educação intercultural e tem o Pajé como um dos seus grandes ícones. 

## Falecimento
Santxiê Tapuya faleceu em junho de 2014 decorrente de problemas cardíacos.  